# 니콜라 플라멜

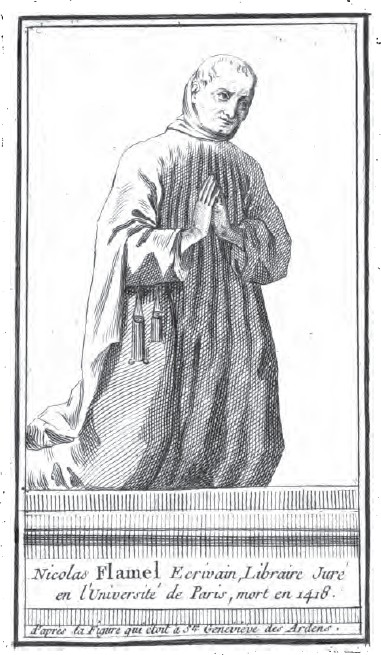

니콜라스 플라멜(프랑스어: Nicolas Flamel [nikɔla flamɛl][*], 1330년경 ~ 1418년 3월 22일)은 프랑스의 필경사이자 필사본 판매원이었다. 현자의 돌을 발견해 불로불사에 도달했다고 여겨지며 연금술사로 명성을 얻었다. 하지만 플라멜이 연금술사라는 전설적인 이야기는 17세기 이후에 만들어진 것이다.